# Hippocastanaceae
- Commons
- Wikispecies

Hippocastanaceae é uma pequena família de árvores e arbustos integrada por três gêneros e aproximadamente 20 espécies.
São encontradas na América do Norte, Ásia e península balcânica.

## Gêneros
- Aesculus
- Billia
- Handeliodendron